# Mammouth (remorqueur)
Pour les articles homonymes, voir Mammouth.
Le Mammouth (numéro de coque : A660) est un remorqueur de haute mer de 970 tonnes de la Marine nationale française, de classe Hippopotame. Mis en service en 1918, il est désarmé le 22 juillet 1963, après avoir participé aux deux guerres mondiales et sauvé quantité de navires désemparés. Durant presque toute sa carrière, il est affecté à la direction du port de Cherbourg.